# Валиахметов, Анвар Хасанзянович
Анвар Хасанзянович Валиахметов (род. 26 января 1966, Казань) — российский хоккеист, нападающий. Мастер спорта России (1995). Тренер. Заслуженный тренер Республики Марий Эл (2003).

## Биография
Участник юниорского чемпионата СССР 1982/83 и молодёжного чемпионата СССР 1984/85 в составе СК им. Урицкого. Выступал за команды «Тан» Казань (1991/92 — 1993/94), «Нефтехимик» Нижнекамск (1994/95 — 1995/96, 9 матчей в МХЛ), «Нефтехимик-2» (1995/96), «Нефтяник» Альметьевск (1995/96), «Нефтяник» Лениногорск (1996/97 — 1997/98), «Торос» Нефтекамск (1997/98).
Окончил Волгоградский государственный институт физической культуры (1987), Набережночелнинский государственный педагогический университет.
Главный тренер команды «Ариада» / «Ариада-Акпарс» Волжск (2001/02 — 2010/11). Тренер команды «Ак Буре» Казань в ЮХЛ (2012/13 — 2013/14). Главный тренер команды Поволжской академии спорта в Студенческой хоккейной лиге (2017/18). Тренер СШОР «Авиатор» (с 2021).
Сын Айрат (род. 1995) играл в МХЛ.